# Scipio (New York)
Pour les articles homonymes, voir Scipio.
La ville de Scipio est située dans le comté de Cayuga dans l'État de New York. Lors du recensement de 2010, sa population s'élevait à 1 713 habitants.